# Bergfaktorei (Harzgerode)

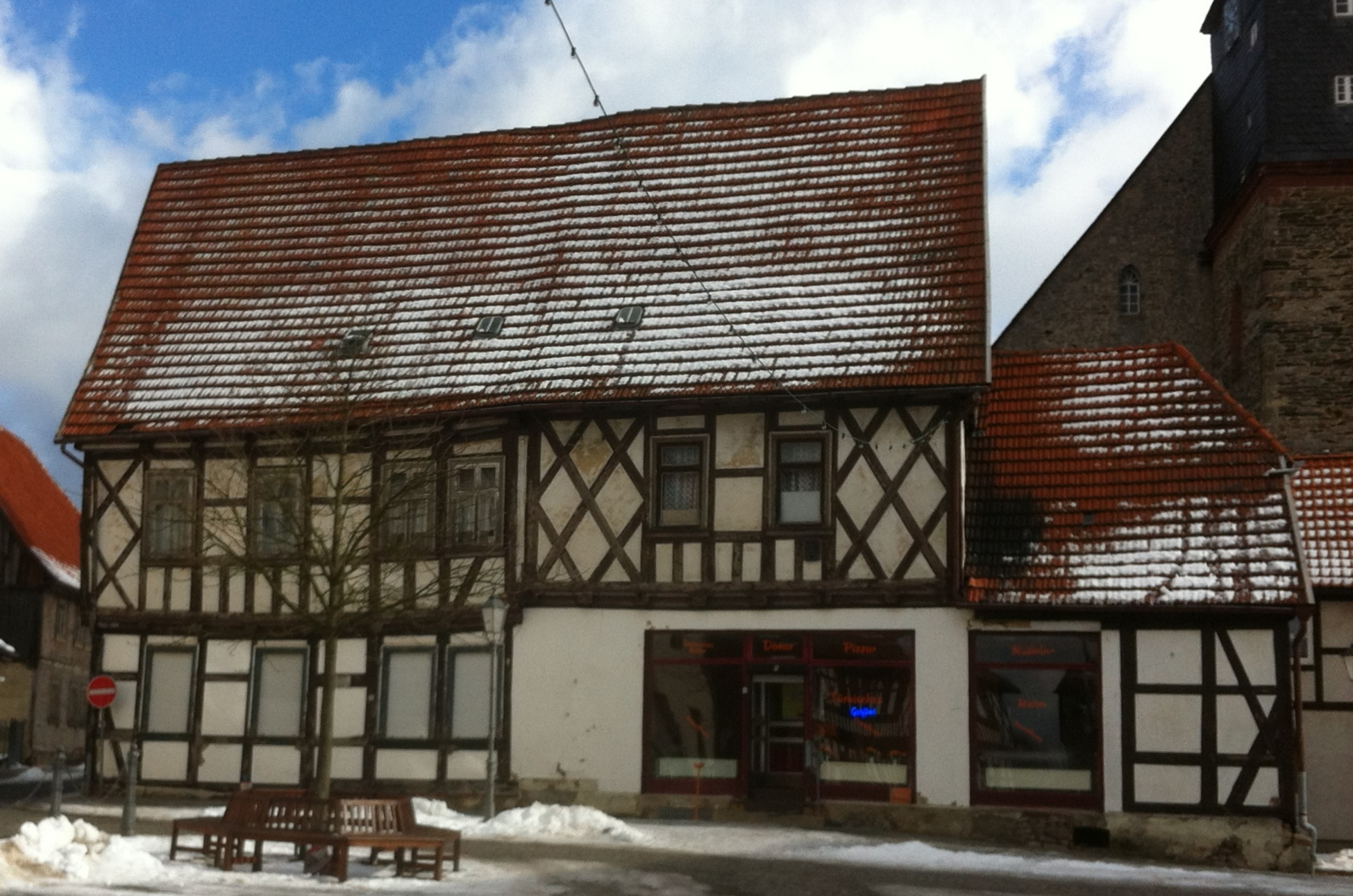
Bergfaktorei

Die Bergfaktorei ist ein denkmalgeschütztes Gebäude in der Stadt Harzgerode in Sachsen-Anhalt im Harz.

## Lage
Es befindet sich an der Adresse Marktplatz 5 auf der Ostseite des Marktplatzes der Stadt. Im örtlichen Denkmalverzeichnis ist es als Verwaltungsgebäude eingetragen.

## Architektur und Geschichte
Das zweigeschossige Fachwerkhaus entstand vermutlich in der Zeit um 1700. Es diente zeitweilig als Sitz des Bergamtes, der sogenannten Bergfaktorei. An das Verwaltungs- und Wohngebäude schließt sich an der Südseite noch ein kurzer Wirtschaftstrakt an. Die Fachwerkfassade ist aufwendig gestaltet und mit den Fachwerkelementen des Halben Manns, Leiterbrüstung und Rautenmuster versehen. Darüber hinaus bestehen Füllhölzer und eine Fasung an der Stockschwelle.